# Trofeo Villa de Gijón
El Trofeo Villa de Gijón (hasta 1992, Trofeo Costa Verde) fue una competición veraniega de fútbol que organizaba el Real Sporting de Gijón en el estadio El Molinón de la ciudad de Gijón, España, en el mes de agosto, desde 1962. 

## Historia
Se comenzó a disputar con la denominación de Trofeo Costa Verde en 1962, manteniendo este nombre hasta 1992, cuando se disputó la XXVIII edición del torneo. En 1993 dejó de celebrarse, reinstaurándose en 1994 con el nuevo nombre de Trofeo Villa de Gijón. Hubo varios años en los que no se disputó por los siguientes motivos:
- En 1971, debido a que se renovó el terreno de juego de El Molinón.
- En 1981, por las obras de remodelación del estadio para su adaptación a la celebración de la Copa Mundial de Fútbol de 1982.
- En 1987, fue sustituido por un partido de homenaje a Quini.
- En 1995, dejó de disputarse por los problemas económicos de la entidad.[1]
- En 2009[2] y 2010,[3] a causa de las obras de remodelación del estadio.

El campeón de la edición de 2016 fue el Real Sporting de Gijón, que se impuso al R. C. Deportivo de La Coruña en la tanda de penaltis por 4-2 tras haber finalizado el encuentro con el resultado de 1-1. Resultó ser la última edición del trofeo, ya que en 2017 y 2018 no se celebró debido a la replantación del césped del estadio; en 2019 tampoco por cambios en la iluminación de El Molinón, sustituyéndose a requerimiento de La Liga la antigua por una nueva de tipo LED; en 2020 tampoco, como consecuencia de la pandemia del COVID-19; en 2021 tampoco por la celebración de conciertos en el municipal gijonés las semanas previas al inicio de la competición doméstica; y en 2022 y 2023, por nuevas obras en el césped. Posteriormente, no ha habido intención de volver a organizarlo. 
El trofeo se ha celebrado bajo diferentes modalidades de competición, desde el partido único a eliminatorias o triangulares, dependiendo del número de participantes.

## Palmarés

### Trofeo Costa Verde[7]
| Año  | Campeón                      | Subcampeón               | Tercer clasificado           | Cuarto clasificado            |
| 1962 | Real Sporting de Gijón       | C. A. Osasuna            | -                            | -                             |
| 1963 | Real Sporting de Gijón       | Athletic Club            | -                            | -                             |
| 1964 | Real Oviedo                  | Real Sporting de Gijón   | -                            | -                             |
| 1965 | Real Sporting de Gijón       | C. F. Os Belenenses      | -                            | -                             |
| 1966 | Vitória de Setúbal           | Real Sporting de Gijón   | -                            | -                             |
| 1967 | Angoulême C. F. C.           | Real Sporting de Gijón   | -                            | -                             |
| 1968 | R. C. Deportivo de La Coruña | Real Sporting de Gijón   | -                            | -                             |
| 1969 | Real Sociedad de Fútbol      | Real Sporting de Gijón   | -                            | -                             |
| 1970 | Real Sporting de Gijón       | Vitória de Setúbal       | C. F. Os Belenenses          | -                             |
| 1972 | Real Sporting de Gijón       | Hamburgo S. V.           | -                            | -                             |
| 1973 | F. C. Colonia                | Real Sporting de Gijón   | F. K. Velež Mostar           | -                             |
| 1974 | Real Oviedo                  | Real Sporting de Gijón   | M. T. K. Budapest F. C.      | -                             |
| 1975 | Real Sporting de Gijón       | P. F. C. CSKA Sofia      | C. D. Ensidesa               | -                             |
| 1976 | Real Sporting de Gijón       | Real Oviedo              | -                            | -                             |
| 1977 | Real Sporting de Gijón       | Videoton F. C.           | Vitória de Guimarães         | -                             |
| 1978 | Real Sporting de Gijón       | P. F. C. Lokomotiv Sofia | F. K. Austria Viena          | Real Racing Club de Santander |
| 1979 | Real Sporting de Gijón       | Racing White             | Estrella Roja de Belgrado    | -                             |
| 1980 | AZ Alkmaar                   | Real Sporting de Gijón   | F. C. Oporto                 | P. F. C. Levski Sofia         |
| 1982 | Estrella Roja de Belgrado    | Real Sporting de Gijón   | F. C. Barcelona              | Real Oviedo                   |
| 1983 | F. C. Spartak de Moscú       | Club Atlético de Madrid  | Real Sporting de Gijón       | F. C. Colonia                 |
| 1984 | Real Sporting de Gijón       | Real Sociedad de Fútbol  | Steaua de Bucarest           | F. C. Groningen               |
| 1985 | Real Sporting de Gijón       | Real Oviedo              | Sparta Rotterdam             | -                             |
| 1986 | Real Sporting de Gijón       | Standard Lieja           | Real Oviedo                  | -                             |
| 1988 | Real Sporting de Gijón       | Valencia C. F.           | -                            | -                             |
| 1989 | Real Sporting de Gijón       | Vitosha Sofia            | -                            | -                             |
| 1990 | Real Sporting de Gijón       | Sporting de Lisboa       | Real Avilés Industrial C. F. | -                             |
| 1991 | Real Sporting de Gijón       | Crystal Palace F. C.     | P. F. C. Levski Sofia        | -                             |
| 1992 | Real Sporting de Gijón       | S. C. Tavriya Simferopol | Vitesse Arnhem               | -                             |

### Trofeo Villa de Gijón[8]
| Año  | Campeón                       | Subcampeón                    | Tercer clasificado |
| 1994 | P. F. C. CSKA Moscú           | Real Sporting de Gijón        | C. D. Tenerife     |
| 1996 | Real Sporting de Gijón        | Real Madrid C. F.             | -                  |
| 1997 | Real Betis Balompié           | Real Sporting de Gijón        | -                  |
| 1998 | Real Valladolid C. F.         | Real Sporting de Gijón        | -                  |
| 1999 | Real Racing Club de Santander | Real Sporting de Gijón        | -                  |
| 2000 | Real Sociedad de Fútbol       | Real Sporting de Gijón        | Real Zaragoza      |
| 2001 | Real Sporting de Gijón        | Real Racing Club de Santander | -                  |
| 2002 | Real Sporting de Gijón        | Real Racing Club de Santander | -                  |
| 2003 | C. D. Tenerife                | Real Sporting de Gijón        | -                  |
| 2004 | Real Racing Club de Santander | Real Sporting de Gijón        | -                  |
| 2005 | Athletic Club                 | Real Sporting de Gijón        | -                  |
| 2006 | Real Racing Club de Santander | Real Sporting de Gijón        | -                  |
| 2007 | Real Racing Club de Santander | Real Sporting de Gijón        | -                  |
| 2008 | Real Sporting de Gijón        | A. C. Milan                   | -                  |
| 2011 | Génova C. F. C.               | Real Sporting de Gijón        | -                  |
| 2012 | Vitória de Guimarães          | Real Sporting de Gijón        | -                  |
| 2013 | Villarreal C. F.              | Real Sporting de Gijón        | -                  |
| 2014 | Real Sporting de Gijón        | Getafe C. F.                  | -                  |
| 2015 | Real Sporting de Gijón        | U. S. Città di Palermo        | -                  |
| 2016 | Real Sporting de Gijón        | R. C. Deportivo de La Coruña  | -                  |

## Títulos por clubes
| Equipo                        | Títulos | Años |
| Real Sporting de Gijón        | 25      | 1962, 1963, 1965, 1970, 1972, 1975, 1976, 1977, 1978, 1979, 1984, 1985, 1986, 1988, 1989, 1990, 1991, 1992, 1996, 2001, 2002, 2008, 2014, 2015 y 2016 |
| Real Racing Club de Santander | 4       | 1999, 2004, 2006 y 2007 |
| Real Oviedo                   | 2       | 1964 y 1974 |
| Real Sociedad de Fútbol       | 2       | 1969 y 2000 |
| Vitória de Setúbal            | 1       | 1966 |
| Angoulême C. F. C.            | 1       | 1967 |
| R. C. Deportivo de La Coruña  | 1       | 1968 |
| F. C. Colonia                 | 1       | 1973 |
| AZ Alkmaar                    | 1       | 1980 |
| Estrella Roja de Belgrado     | 1       | 1982 |
| F. C. Spartak de Moscú        | 1       | 1983 |
| P. F. C. CSKA Moscú           | 1       | 1994 |
| Real Betis Balompié           | 1       | 1997 |
| Real Valladolid C. F.         | 1       | 1998 |
| C. D. Tenerife                | 1       | 2003 |
| Athletic Club                 | 1       | 2005 |
| Génova C. F. C.               | 1       | 2011 |
| Vitória de Guimarães          | 1       | 2012 |
| Villarreal C. F.              | 1       | 2013 |